# Metastenoniscus neotropicalis
Metastenoniscus neotropicalis là một loài chân đều trong họ Stenoniscidae. Loài này được Paoletti & Stinner miêu tả khoa học năm 1989.